# Nicholson (Missisipi)
Nicholson – jednostka osadnicza w Stanach Zjednoczonych, w stanie Missisipi, w hrabstwie Pearl River.